# Georg Nielsen
Georg Nielsen war ein dänischer Radrennfahrer und nationaler Meister im Radsport.

## Sportliche Laufbahn
Nielsen war im Straßenradsport aktiv. Er gewann die nationale Meisterschaft im Straßenrennen 1937 vor Georg Sørensen. 1938 wurde er Dritter im Meisterschaftsrennen.
Bei den Meisterschaften der Nordischen Länder 1937 gewann er die Mannschaftswertung mit Christian Christiansen, Frode Sørensen und Johannes Løwén. 1938 gewann er mit dem dänischen Team die Silbermedaille. Das Eintagesrennen Rudersdalløbet gewann er 1937.